# Ricardo Velasteguí
Ricardo Velasteguí Andrade (Guayaquil, Ecuador, 11 de febrero de 1986) es un dramaturgo, productor y actor de teatro y televisión ecuatoriano, dueño de Pop Up Teatro - Café.

## Biografía

### Primeros años
Ricardo Velasteguí nació el 11 de febrero de 1986 en Guayaquil, Ecuador. Al salir del colegio, tenía el dilema entre ser actor o marino. En 2006 empezó sus estudios de actuación, pero su carrera estuvo en juego debido a la falta de oportunidades, por lo que obtuvo un trabajo de oficina el cual ejerció durante seis meses. Abandonó dicho empleo al darse cuenta de que no era a lo que quería dedicar su vida e intentó ingresar a la marina, ya que la disciplina militar llamaba su atención, para abandonar posteriormente.
Decidió nuevamente probar suerte en el mundo de la actuación, ya que desde pequeño siempre formó parte de obras de teatro en la escuela, por lo que terminó su carrera en el Instituto Superior de Estudios de Televisión (ITV) donde se graduó en la carrera de Actuación y Dirección Escénica. En dicho instituto conoció a Víctor Aráuz y Luis Fernando García, con los que formó el grupo teatral Actantes.
Escribió para su tesis la obra Las fachas engañan la cual protagonizó Víctor Aráuz y fue presentada en el Teatro del Ángel.

### Inicios en televisión
Hace su primera incursión en la televisión en Teleamazonas, en un programa de cámara oculta en las calles llamado En Cinta, siendo Velasteguí uno de los actores del programa el cual duró poco tiempo al aire. Luego de esto pasó por algunas producciones nacionales como extra o actor invitado, hasta que en TC Televisión, tiene su primer papel fijo en la novela Kandela de 2009 y Fanatikada de 2010, donde trabajó con la actriz Adriana Bowen con quien contrajo matrimonio y tuvieron una hija llamada Doménika.
También colaboró como guionista para Ecuavisa, con producciones como Beto el feo y toda la primera temporada de ¡Así pasa!. También tuvo apariciones en Secretos y Milagros.

### Teatro
Velasteguí prefiere orientar su profesión de actor y guionista de manera principal hacia el teatro, dejando la televisión en un segundo plano, por lo que la mayor parte del tiempo se desenvuelve en el medio teatral.
En 2012 presentó la obra Cock, junto a Luciana Grassi y Juan Pablo Asanza en Guayaquil, Quito, Cuenca y Manta. Ese mismo año presentó la obra Actores en desespero de Luisa Cuesta.
En 2013 presentó Shuaaaa! con su grupo Actantes y formó parte de la obra Las Burladas por Don Juan dirigida por Lucía Miranda en el Teatro Sánchez Aguilar.
En 2014 se fue a vivir a Quito durante un año y medio, donde presentó TOC TOC del dramaturgo francés Laurent Baffie, dirigida por Christoph Baumann, donde interpretó a Camilo, un tipo con trastorno obsesivo-compulsivo y compartió escenario junto a José I. Donoso como Fred, Sonia Valdez como Blanca, Cristina Rodas como Lili, Pancho Arias como Pepe y Paty Loor como María. TOC TOC también las presentó en Guayaquil tiempo después. Otras obras que presentó durante su estadía en Quito fueron Burundanga y El Método Grongolm, las cuales presentó en El Teatro del Centro Comercial Iñaquito y en Scala, teatro de la actriz y productora Cristina Rodas.

#### Pop Up Teatro - Café
Velasteguí fue parte de un grupo reducido de actores que presentaron obras de corto formato llamado microteatro, con duración de 15 a 20 minutos, en el Microteatro de Miraflores de Jaime Tamariz, pionero en este tipo de formatos en la urbe de Guayaquil. Debido al poco espacio y las opiniones de los actores sobre que deberían producirse más obras, decidió en junio de 2016 abrir su propio espacio denominado Pop Up Teatro - Café, logrando así multiplicar las producciones teatrales con profesionales locales y extranjeros además de estudiantes de la carrera de artes escénicas.
Con el éxito de Pop Up Teatro - Café ubicado en Urdesa Central, Velasteguí abrió otro local en el edificio Prema del km 1,5 de la vía a Samborondón. La obra El Santo Prepucio de los españoles Chascas y Quintanilla, e interpretada por Prisca Bustamante y Belén Idrovo en marzo de 2017 en el local de Urdesa Central, fue anunciada a inicios de 2018 para el local de Samborondón, trayendo consigo la negativa de un grupo de fieles de la Iglesia católica que llegaron el 11 de enero de 2018 al local junto con policías y autoridades del Municipio de Samborondón en protesta contra la obra para que el local sea clausurado, hecho que se efectuó con el argumento de que el local no contaba con los permisos de funcionamiento de teatro si no más bien de café. Velasteguí argumentó que desde agosto de 2017 tenía todos los permisos del local y luego de cambiar el afiche de la obra y llegar a un acuerdo amistoso con el Municipio, la obra se estrenó días después.

### TC Televisión
En 2017 formó parte del elenco de Cuatro Cuartos y en 2018 formó parte del elenco de Maleteados de TC Televisión.

### Ecuavisa
En 2019 se une a las filas de Ecuavisa, y forma parte del elenco de la serie 3 familias en su quinta y sexta temporada.

### Cine
Incursionó en el cine durante el 2017 como parte del elenco de la película Montevideo del director Paúl Venegas, que retrata la realidad de los inmigrantes chinos en Guayaquil y Sudamérica. Ese mismo año protagonizó la película Minuto final del director Luis Avilés, siendo esta la primera película en ser grabada en su totalidad con drones, y en la que interpretó a un agente de policía encargado de investigar el misterio de un asesinato ocurrido a las afueras de la ciudad.
En 2019 participa en la película Vacío del director Paúl Venegas, la cual habla sobre los migrantes chinos que llegan de forma clandestina a Guayaquil, grabada en un 70% en mandarín. La película se estrenó primero en el Festival Internacional de Cine de Guayaquil 2019, y su estreno en cines a nivel nacional fue el 24 de enero de 2020.

## Obras de teatro

### Teatro
- Las fachas engañan
- Cock
- Actores en desespero
- Shuaaaa!
- Las Burladas por Don Juan
- TOC TOC
- Burundanga
- El Método Grongolm

### Microteatro (como dramaturgo)
- Ta Madre
- Adiós Isabel
- Espectrofilia
- Vacante para un suicida
- La ruleta rusa
- Ni muertas
- Te toca a ti

## Filmografía

### Televisión
| Año        | Título         | Personaje               |
| ---------- | -------------- | ----------------------- |
| 2019-2020  | 3 familias     | Gerónimo Tomalá Avelino |
| 2019-2020  | 3 familias     | Gerardo Tomalá Concha   |
| 2018       | Maleteados     | Alfredo Arriaga         |
| 2017- 2018 | Cuatro Cuartos | Gerson Paredes          |
| 2015       | Milagros       | Reparto                 |
| 2013- 2014 | Secretos       | Reparto                 |
| 2010       | Fanatikda      | Ricardo                 |
| 2009       | Kandela        | Reparto                 |

### Como guionista
- Veto al feo (2013)
- ¡Así pasa! (2013)

### Cine
- Minuto Final
- Vacío